# Tarsonops systematicus
Tarsonops systematicus là một loài nhện trong họ Caponiidae.
Loài này thuộc chi Tarsonops. Tarsonops systematicus được Ralph Vary Chamberlin miêu tả năm 1924.